# Fotbal na Letních olympijských hrách 1996
Fotbalové turnaje mužů a žen na Letních olympijských hrách 1996 se hrály od 20. července do 3. srpna. Turnaje mužů se mohli účastnit pouze hráči do 23 let (každý tým navíc mohl nominovat i tři starší hráče), zatímco turnaj žen byl hrán bez jakýchkoliv věkových omezení.
Mužského turnaje se účastnilo 16 týmů (rozlosovaných do 4 skupin po 4 týmech, ze kterých první dva postoupili do čtvrtfinále), zatímco ženského osmička týmů, která byla rozlosována do dvou skupin po 4 týmech. Do semifinále postoupili první dva z každé skupiny.

## Mužský turnaj
| Zlato | Stříbro | Bronz |
| Nigérie | Argentina | Brazílie |
| Daniel Amokachi Emmanuel Amunike Tijani Babangida Celestine Babayaro Emmanuel Babayaro Teslim Fatusi Victor Ikpeba Dosu Joseph Nwankwo Kanu Garba Lawal Abiodun Obafemi Kingsley Obiekwu Uche Okechukwu Jay-Jay Okocha Sunday Oliseh Mobi Oparaku Wilson Oruma Taribo West Trenér: Jo Bonfrere | Matías Almeyda Roberto Ayala Christian Bassedas Carlos Bossio Pablo Cavallero José Antonio Chamot Hernán Crespo Marcelo Delgado Marcelo Gallardo Claudio López Gustavo López Hugo Morales Ariel Ortega Pablo Paz Héctor Pineda Roberto Sensini Diego Simeone Javier Zanetti Trenér: Daniel Passarella | Dida Zé María Aldair Ronaldo Flávio Conceição Roberto Carlos Bebeto Amaral Juninho Rivaldo Sávio Danrlei Narciso André Luiz Zé Elias Marcelinho Paulista Luizão Ronaldo Guiaro Trenér: Mário Zagallo |

## Ženský turnaj
| Zlato | Stříbro | Bronz |
| USA | Čína | Norsko |
| Michelle Akersová Brandi Chastainová Joy Fawcettová Julie Foudyová Carin Gabarraová Mia Hammová Mary Harveyová Kristine Lillyová Shannon MacMillanová Tiffeny Milbrettová Carla Overbecková Cindy Parlowová Tiffany Robertsová Briana Scurryová Tisha Venturiniová Staci Wilsonová | Chen Yufengová Fan Yunjieová Gao Hongová Liu Ailingová Liu Yingová Shi Guihongová Shui Qingxiaová Sun Qingmeiová Sun Wenová Wang Lipingová Wei Haiyingová Wen Lirongová Xie Huilinová Yu Hongqiová Zhao Lihongová Zhong Honglianová | Ann Kristin Aarønesová Agnete Carlsenová Gro Espesethová Tone Gunn Frustølová Tone Haugenová Linda Medalenová Merete Myklebustová Bente Nordbyová Anne Nymark Andersenová Nina Nymark Andersenová Marianne Pettersenová Hege Riiseová Brit Sandauneová Reidun Sethová Heidi Støreová Tina Svenssonová Trine Tangeraasová Kjersti Thunová Ingrid Sternhoffová |